# NGC 6316
NGC 6316 is een bolvormige sterrenhoop in het sterrenbeeld Slangendrager. Het hemelobject werd op 24 mei 1784 ontdekt door de Duits-Britse astronoom William Herschel.

## Synoniemen
- GCL 57
- ESO 454-SC4